# (2509) Chukotka

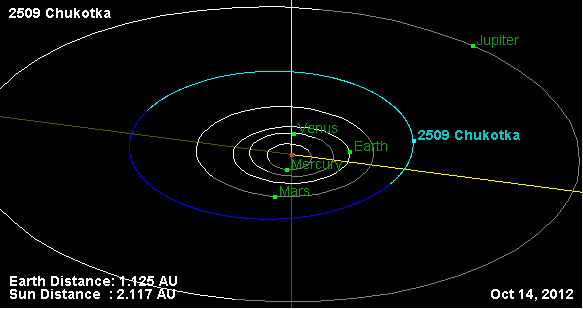

(2509) Chukotka est un astéroïde de la ceinture principale.

## Description
(2509) Chukotka est un astéroïde de la ceinture principale. Il fut découvert le 14 juillet 1977 à Naoutchnyï par Nikolaï Tchernykh. Il présente une orbite caractérisée par un demi-grand axe de 2,46 UA, une excentricité de 0,19 et une inclinaison de 2,9° par rapport à l'écliptique.

## Compléments